# Monasticon Gallicanum
Das Monasticon Gallicanum ist eine Sammlung von 168 Stichen mit topographischen Ansichten und zwei Karten, die 147 französische Klöster der reformierten Benediktinerkongregation von Saint-Maur darstellen. Die Stiche wurden von Michel Germain in Auftrag gegeben und zwischen 1675 und 1694 angefertigt, aber erst 1870 vollständig veröffentlicht.

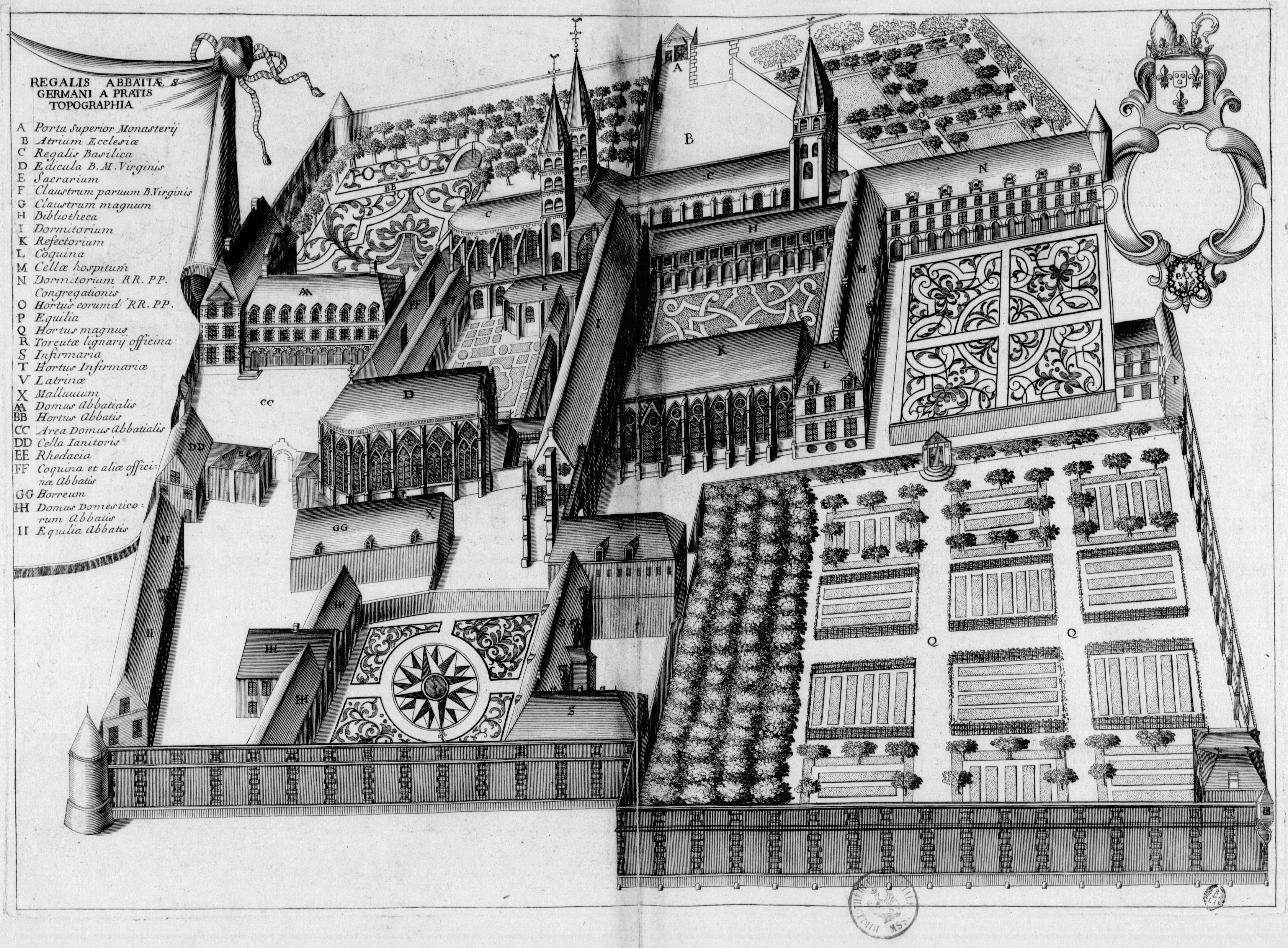
Kupferstich der Abtei Saint-Germain-des-Prés aus dem späten 17. Jahrhundert, eine typische Grafik aus dem Monasticon Gallicanum

## Entstehung 1675–1694
Die Mitglieder der Mauriner-Kongregation hatten ein großes Interesse an der Geschichte der Klöster und verfassten zahlreiche bemerkenswerte historiographische Werke über einzelne Ordenshäuser. Es bestand jedoch das Interesse an einem Werk, das alle Klöster der Kongregation umfasste.
Dom Michel Germain, Mönch in der Abtei Saint-Germain-des-Prés und Freund von Jean Mabillon, übernahm diese Aufgabe. Ab 1675 verfasste er einzelne historische Texte über alle Maurinerklöster und gab die entsprechenden Tafeln in Auftrag, doch obwohl bis zu seinem Tod 1694 die Tafeln gestochen und die meisten Texte geschrieben waren, wurde das Werk nicht mehr veröffentlicht.
Die handschriftlichen Manuskripte sind in Form von Heften und losen Blättern erhalten. Im Laufe der Zeit gerieten sie Durcheinander und einige gingen verloren. Die erhaltenen Exemplare gelangten schließlich in die Bibliothèque nationale de France.
Von den Kupferstichen, die Germain bei verschiedenen unbekannten Stechern in Auftrag gegeben hatte, wurden damals nur wenige Exemplare hergestellt, die lose zirkulierten, und die Kupferplatten gingen spurlos verloren. Von 1694 bis ins 18. Jahrhundert wurden einige wenige Folgen von verschiedenen Personen zusammengestellt und gebunden. Diese enthielten jedoch verschiedene zusätzliche Drucke, die nicht zur Folge gehörten.

## Veröffentlichung 1870–1871
Achille Peigné-Delacourt, Antiquar und Sammler mittelalterlicher Dokumente, erkannte die Bedeutung von Germains Illustrationen, da viele der ursprünglichen Gebäude inzwischen verschwunden waren. Im Jahr 1860 veröffentlichte er Reproduktionen der Stiche zu den Klöstern der Provinz Reims mit dem Versprechen, die gesamte Serie zu publizieren, nachdem er sich vergewissert musste, dass die von verschiedenen Amateursammlern hinzugefügten Illustrationen entfernt worden waren. Louis Courajod, Archivar und Paläograph in der Abteilung für Drucke und Fotografien der Bibliothèque Nationale (damals Bibliothèque Impériale), übernahm für die Gesamtausgabe die Aufgabe zu überprüfen, welche Stiche tatsächlich zu den von Germain in Auftrag gegebenen gehörten. In der 1870–1871 erschienenen Gesamtausgabe der Illustrationen des Monasticon Gallicanum gelang es, die Stiche ohne Verlust an Detailschärfe in halber Größe wiederzugeben.
Im späteren 20. Jahrhundert wurden einige Faksimile-Ausgaben veröffentlicht.